# Demokratische Erneuerungsbewegung
Die Demokratische Erneuerungsbewegung (arabisch حركة التجدد الديموقراطي, DMG Ḥarakat at-taǧaddud ad-dīmuqrāṭī, französisch Mouvement du renouveau démocratique) ist eine politische Partei im Libanon.
Bei den Wahlen im Mai und Juni 2005 war die Partei ein Teil der anti-syrischen Allianz des 14. März, die unter Führung von Saad al-Hariri die Wahlen gewann.
Die Partei wurde im Jahre 2001 durch eine Gruppe von 50 libanesischen Politikern, Intellektuellen und Geschäftsleuten gegründet.   Ihr Vorsitzender ist Nassib Lahoud, der von 1991 bis 2005 ein Abgeordneter für den Distrikt al-Mitn war.
Die Demokratische Erneuerungsbewegung ist zurzeit mit einem Abgeordneten in der libanesischen Nationalversammlung vertreten, Misbah Ahdab aus Tripoli  im Nord-Libanon.